# 阿爾馬舒鄉

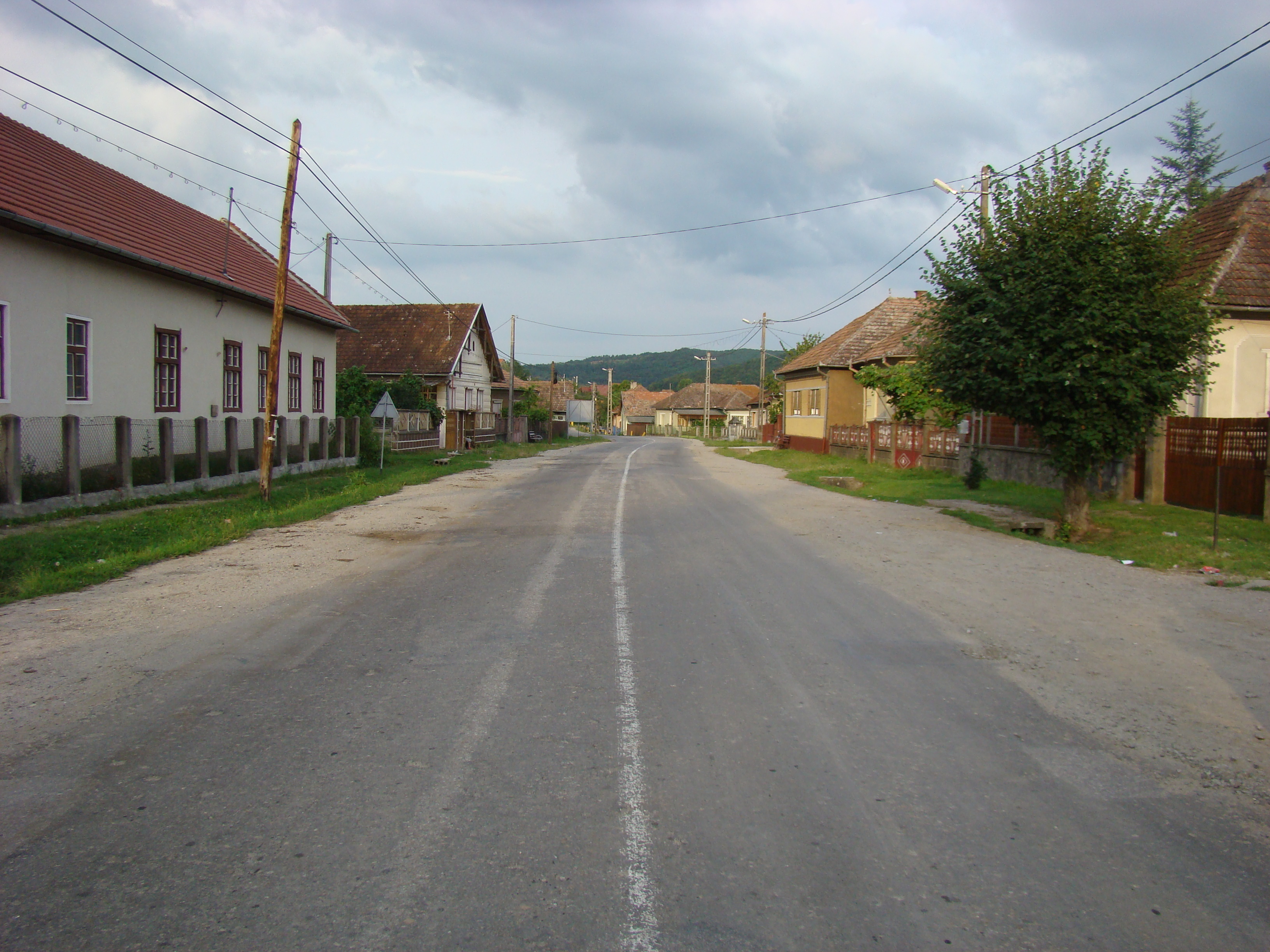

46°57′N 23°08′E / 46.950°N 23.133°E
阿爾馬舒鄉（羅馬尼亞語：Comuna Almașu, Sălaj），是羅馬尼亞的鄉份，位於該國西北部，由瑟拉日縣負責管轄，面積160平方公里，海拔高度398米，2007年人口2,451，人口密度每平方公里15人。